# Agnese Duranti
Pour les articles homonymes, voir Duranti.
Agnese Duranti est une gymnaste rythmique italienne, née le 18 décembre 2000 à Spolète.
Avec Martina Santandrea, Alessia Maurelli, Daniela Mogurean et Martina Centofanti, elle remporte la médaille de bronze dans la compétition par équipe du concours général à Tokyo 2020 avec 87.700 points, derrière la Bulgarie avec 92.100 et l'équipe russe avec 90.400.

## Palmarès

### Jeux olympiques
- Tokio 2020
  - 3e au concours des ensembles par équipes

### Championnats du monde
- Pesaro 2017
  -  médaille d'or en groupe 5 cerceaux

- Sofia 2018
  -  médaille d'or en groupe 3 ballons + 2 cordes
  -  médaille d'argent au concours général en groupe
  -  médaille de bronze en groupe 5 cerceaux

- Bakou 2019
  -  médaille de bronze en groupe 3 ballons + 4 massues

- Kitakyūshū 2021
  -  Médaille d'or en groupe 3 cerceaux + 4 massues.
  -  Médaille d'argent par équipe.
  -  Médaille d'argent au concours général en groupe.
  -  Médaille d'argent en groupe 5 ballons.

### Championnats d'Europe
- Guadalajara 2018
  -  médaille d'or en groupe 5 cerceaux
  -  médaille d'argent au concours général en groupe
  -  médaille d'argent en groupe 3 ballons + 2 cordes
- Varna 2021
  -  Médaille d'argent au concours général en groupe
  -  Médaille de bronze en groupe 3 cerceaux + 4 massues

- Tel Aviv 2022
  -  médaille d'or en groupe 5 cerceaux
  -  médaille d'or en groupe 3 rubans + 2 cerceaux
  -  Médaille d'argent par équipe

- Bakou 2023
  -  médaille de bronze en groupe 5 cerceaux